# Hockey su ghiaccio al XVI Festival olimpico invernale della gioventù europea
I tornei di hockey su ghiaccio al XVI Festival olimpico invernale della gioventù europea si sono svolti dal 22 al 27 gennaio 2023 al Padiglione 6 della Fiera di Udine, in Italia, e all'Eissportarena di Spittal, in Austria.
Sono stati disputati due tornei (uno maschile e uno femminile) con atleti nati esclusivamente nel 2006 e 2007 e atlete nate esclusivamente nel 2007 e 2008.

## Programma
| Data       | Ora (UTC+1)                     | Evento |
| ---------- | ------------------------------- | --- |
| 21 gennaio | 08:00 - 13:00                   | Allenamento maschile                                                                                      |
| 21 gennaio | 08:00 - 15:00                   | Allenamento femminile                                                                                     |
| 22 gennaio | 15:30/19:30 e 12:00/16:00/20:00 | Fase a gironi maschile e semifinali (2 partite al giorno) e fase a gironi femminile (3 partite al giorno) |
| 23 gennaio | 15:30/19:30 e 12:00/16:00/20:00 | Fase a gironi maschile e semifinali (2 partite al giorno) e fase a gironi femminile (3 partite al giorno) |
| 24 gennaio | 15:30/19:30 e 12:00/16:00/20:00 | Fase a gironi maschile e semifinali (2 partite al giorno) e fase a gironi femminile (3 partite al giorno) |
| 25 gennaio | 15:30/19:30 e 12:00/16:00/20:00 | Fase a gironi maschile e semifinali (2 partite al giorno) e fase a gironi femminile (3 partite al giorno) |
| 26 gennaio | 15:30/19:30                     | Finali 5º e 3º posto maschile                                                                             |
| 26 gennaio | 15:30/19:30                     | Finali 7º e 5º posto femminile                                                                            |
| 27 gennaio | 12:30/16:30                     | Finali 3º e 1º posto femminile                                                                            |
| 27 gennaio | 20:00                           | Finale 1º posto maschile                                                                                  |

## Podi

### Torneo maschile
| Evento                     | Oro | Argento | Bronzo |
| Torneo maschile (dettagli) | Svizzera Robin Antenen Niklas Blessing David Bosson Nolan Cattin Jordan Forget Mischa Geisser Joel Grossniklaus Christian Kirsch Joel Kurt Kimi Körbler Gian Meier Leon Muggli Elijah Neuenschwander Yannik Ponzetto Jamiro Reber Basile Sansonnens Noé Tarchini Daniil Ustinkov Nils Wehrli Loris Wey | Lettonia Kristers Ansons Sandis Auziņš Edvīns Bērziņš Oskars Briedis Harijs Cjunskis Dmitrijs Diļevka Edvards Eglītis Oskars Gusevs Maksims Haritoncevs Artūrs Kohs Antons Macijevskisn Bruno Petrovičs Roberts Jānis Polis Krists Retenais Markuss Sieradzkis Alekss Simanovičs Toms Trockis Mikus Vecvanags Aleksandrs Zaprivoda Lindars Zemņickis | Finlandia Onni Amhamdi Matvey Butkovski Vertti Haikala Aatu Heinänen Tuukka Heiskanen Joakim Hirschovits Jonatan Hirschovits Robin Huttunen Atte Vikla Jokerit Aatu Karvinen Veeti Louhivaara Veikka Mononen Aatu Myllykangas Toni Nyman Heikki Peipinen Benjamin Pietilä Kasper Pikkarainen Roope Rajala Leo Tuuva Viljami Vuorinen |

### Torneo femminile
| Evento                      | Oro | Argento | Bronzo |
| Torneo femminile (dettagli) | Rep. Ceca Madlen Chladová Magdaléna Felcmanová Katerina Fialová Adéla Formová Tereza Gildainová Veronika Hujová Julie Jebousková Viktorie Jílková Natálie Musilová Daniela Nováková Veronika Ortová Hana Panešová Adéla Pánková Aneta Paroubková Klaudie Pietraszová Barbora Prošková Vera Stastkova Šarlota Stýblová Johanna Tischler Linda Vocetková | Slovacchia Vanessa Eibenová Michaela Feníková Alica Juríková Lenka Karkošková Nikola Komloš Tatiana Korčeková Bianka Kostková Nikita Krištofíková Ema Lacková Nela Lopušanová Bianka Masláková Lívia Nogová Zuzana Sliacka Mariana Sumegová Alexandra Tomasová Liana Tomaštíková Zuzana Tomečková Erna Tóthová Laura Turňová Jazmína Večerková | Finlandia Nelly Andersson Anastasia Borodina Abigail Byskata Leni Lilia Granroth Ella-Sofia Hautala Sara Holopainen Iiris Hämäläinen Laura Kivelä Julia Kuhta Kerttu Kuja-Halkola Eva Lamberg Annika Marjatsalo Vilma Nurmisto Emilia Piekkari Elli Pohjanaho Noora Puhto Enni Riikonen Riia Saarnii Senja Siivonen Jannika Sten |

## Medagliere
| Pos.   | Paese      | Oro | Argento | Bronzo | Totale |
| ------ | ---------- | --- | ------- | ------ | ------ |
| 1      | Svizzera   | 1   | 0       | 0      | 1      |
| 1      | Rep. Ceca  | 1   | 0       | 0      | 1      |
| 3      | Lettonia   | 0   | 1       | 0      | 1      |
| 3      | Slovacchia | 0   | 1       | 0      | 1      |
| 5      | Finlandia  | 0   | 0       | 2      | 2      |
| Totale | Totale     | 2   | 2       | 2      | 6      |